# Rossosz (gromada)
Rossosz – dawna gromada, czyli najmniejsza jednostka podziału terytorialnego Polskiej Rzeczypospolitej Ludowej w latach 1954–1972.
Gromady, z gromadzkimi radami narodowymi (GRN) jako organami władzy najniższego stopnia na wsi, funkcjonowały od reformy reorganizującej administrację wiejską przeprowadzonej jesienią 1954 do momentu ich zniesienia z dniem 1 stycznia 1973, tym samym wypierając organizację gminną w latach 1954–1972.
Gromadę Rossosz z siedzibą GRN w Rossoszu utworzono – jako jedną z 8759 gromad na obszarze Polski – w powiecie bialskim w woj. lubelskim na mocy uchwały nr 5 WRN w Lublinie z dnia 5 października 1954. W skład jednostki weszły obszary dotychczasowych gromad Rossosz, Bordziłówka, Kazanówka i Mokre ze zniesionej gminy Rossosz w tymże powiecie. Dla gromady ustalono 22 członków gromadzkiej rady narodowej.
29 lutego 1956 do gromady Rossosz włączono wieś Romaszki i kolonię Aleksandrówka z gromady Polubicze w powiecie włodawskim w tymże województwie.
Gromada przetrwała do końca 1972 roku, czyli do kolejnej reformy gminnej.
1 stycznia 1973 Rossosz na okres 11 lat utracił funkcje administracyjne, powracając do nich dopiero w 1984 roku, kiedy to w woj. bialskopodlaskim reaktywowano zniesioną w 1954 roku gminę Rossosz.